# Главина Горња
Главина Горња је насељено место у саставу града Имотског, Сплитско-далматинска жупанија, Република Хрватска.

## Историја
До територијалне реорганизације у Хрватској налазила се у саставу старе општине Имотски.

## Становништво
На попису становништва 2011. године, Главина Горња је имала 283 становника.
| Број становника по пописима | Број становника по пописима | Број становника по пописима | Број становника по пописима | Број становника по пописима | Број становника по пописима | Број становника по пописима | Број становника по пописима | Број становника по пописима | Број становника по пописима | Број становника по пописима | Број становника по пописима | Број становника по пописима | Број становника по пописима | Број становника по пописима | Број становника по пописима |
| --------------------------- | --------------------------- | --------------------------- | --------------------------- | --------------------------- | --------------------------- | --------------------------- | --------------------------- | --------------------------- | --------------------------- | --------------------------- | --------------------------- | --------------------------- | --------------------------- | --------------------------- | --------------------------- |
| 1857                        | 1869                        | 1880                        | 1890                        | 1900                        | 1910                        | 1921                        | 1931                        | 1948                        | 1953                        | 1961                        | 1971                        | 1981                        | 1991                        | 2001                        | 2011                        |
| 0                           | 0                           | 0                           | 0                           | 0                           | 0                           | 0                           | 0                           | 414                         | 429                         | 442                         | 275                         | 274                         | 271                         | 234                         | 283                         |

Напомена: У 1857. и од 1880. до 1931. подаци су садржани у насељу Главина Доња, а у 1869. у насељу Имотски. Од 1948. до 1961. исказивано као део насеља.

### Попис1991.
На попису становништва 1991. године, насељено место Главина Горња је имало 271 становника, следећег националног састава:
| Попис 1991.‍ | Попис 1991.‍ | Попис 1991.‍ | Попис 1991.‍ | Попис 1991.‍ |
| ----------- | ----------- | ----------- | ----------- | ----------- |
|             |             |             |             |             |
| Хрвати      | Хрвати      |             | 266         | 98,15%      |
| Срби        | Срби        |             | 1           | 0,36%       |
| непознато   | непознато   |             | 4           | 1,47%       |
| укупно: 271 |             |             |             |             |